# Когнитивни радио
Когнитивни радио је врста интелигентног радија која може да се програмира и динамички конфигурише. Примопредајник користи најбољи од доступних бежичних канала. Уређај аутоматски детектује канале у бежичном спектру и у складу са тим мења своје емитовање или пријем, како би дозволио више конкурентних бежичних комуникација у датом спектру на истој локацији, што је једна од форми динамичког управљања спектром.